# كيري وود
كيري وود (بالإنجليزية: Kerry Wood)‏ هو لاعب كرة قاعدة أمريكي، ولد في 16 يونيو 1977 في إيرفينغ في الولايات المتحدة.

## وصلات خارجية
- كيري وود على موقع دوري كرة القاعدة الرئيسي (الإنجليزية)
- كيري وود على موقعبيزبول رفرنس.كوم (الدوري الرئيسي) (الإنجليزية)
- كيري وود على موقعبيزبول رفرنس.كوم (الدوري الثانوي) (الإنجليزية)
- كيري وود على موقع إي إس بي إن.كوم (أم.أل.بي) (الإنجليزية)
- كيري وود على موقع مشجعي الرسوم البيانية (الإنجليزية)